# ميتشل كاندلين
ميتشل كاندلين (بالإنجليزية: Mitchell Candlin) هو لاعب كرة قدم بريطاني في مركز الوسط، ولد في 8 يونيو 2000 في Stafford ‏ في المملكة المتحدة. لعب مع بلاكبيرن روفرز.